# OEM en Línea
OEM en Línea es el conjunto de empresas multimedia que conforman a la Organización Editorial Mexicana (OEM).
OEM en Línea está conformado por la agencia de noticias Informex, ABC Radio, un canal de televisión, y 44 sitios de Internet. Los sitios de Internet pertenecen a más de 40 de los 70 diarios que conforman la OEM y cubriendo noticias locales de gran parte de México.

## Agencia de noticias
La agencia de noticias Informex, creada en el 2005, provee de cables, fotografías, infografías y diverso material para impresión a 70 periódicos, 24 estaciones de radio, un canal de televisión, así como a los cintillos noticiosos de las pantallas de alta definición de la empresa Espectaculares Televisivos, S.A., todos propiedad de la OEM.
Informex recopila información de los reporteros y fotorreporteros de los diarios de la OEM y la procesa en su sede central en los Estudios Tepeyac, conocida también como la Plaza de la Información, la torre multimedia de OEM, ubicada en Paseo de la Reforma y Avenida Hidalgo en el centro de la Ciudad de México. Posteriormente la reenvía a los abonados a sus servicios via satélite y vía Internet.

## Portal de noticias
Es el conjunto de sitios de Internet de 42 de los 70 diarios de OEM. La información está organizada por medio de secciones locales y nacionales. Todas las noticias pueden ser citadas, compartidas y relacionadas por los otros portales de OEM en Línea. Las secciones locales son alimentadas por las redacciones de los diarios. Todos los sitios comparten el mismo tipo de diseño en pantalla y varía el color de acuerdo con la imagen institucional del diario. Varios editores en diversos estados del país cumplimentan las secciones que comparten los sitios de Internet de los diarios.
De acuerdo con Alexa.com, el conjunto de sitios de Internet de los diarios de OEM recibe cerca de 300,000 visitas diarias.
El portal principal de noticias es el de El Sol de México. El portal de El Sol de México es el único[cita requerida] sitio en México que presenta la información de última hora al estilo de otros sitios de noticias en español como los españoles El País, El Mundo y 20 Minutos, utilizando los términos Urgente y Ultima Hora en ciertos casos.
Los sitios de Internet de El Sol de México y del diario deportivo ESTO son alimentados cada día en tiempo real entre las 7:00 y las 21:00 horas.